# 宋儒 (正統進士)
宋儒（1406年—？），字宗魯，浙江寧波府鄞縣人，陝西寧夏前衛軍籍。明朝政治人物。進士出身。

## 生平
陝西鄉試第二名。正統七年（1442年）壬戌科會試第八十二名，殿試登進士第二甲第十四名。

## 家族
曾祖父宋偉卿，曾任元慶元路學錄。祖父宋景溫。父亲宋子昇。